# Étang de Roumazet
L'étang de Roumazet est un lac de montagne d'origne glaciaire, situé dans la chaîne des Pyrénées en Ariège, à 2 163 mètres d’altitude. À proximité, au sud, se trouve l’étang de la Soucarrane.

## Géographie
L'étang se situe dans un vallon suspendu qui domine la haute vallée de Vicdessos, sur le flanc nord-est du pic de La Rouge (2 902 m) également baptisé pic de La Soucarrane, et à l'est du Port de Roumazet (2 571 m) qui donne accès à l’Espagne et la vallée de la Noguera de Vallferrera.

### Topographie
Dans la région Occitanie, en haute vallée de Vicdessos, il est situé sur le territoire de la commune d'Auzat dans le périmètre du parc naturel régional des Pyrénées ariégeoises.

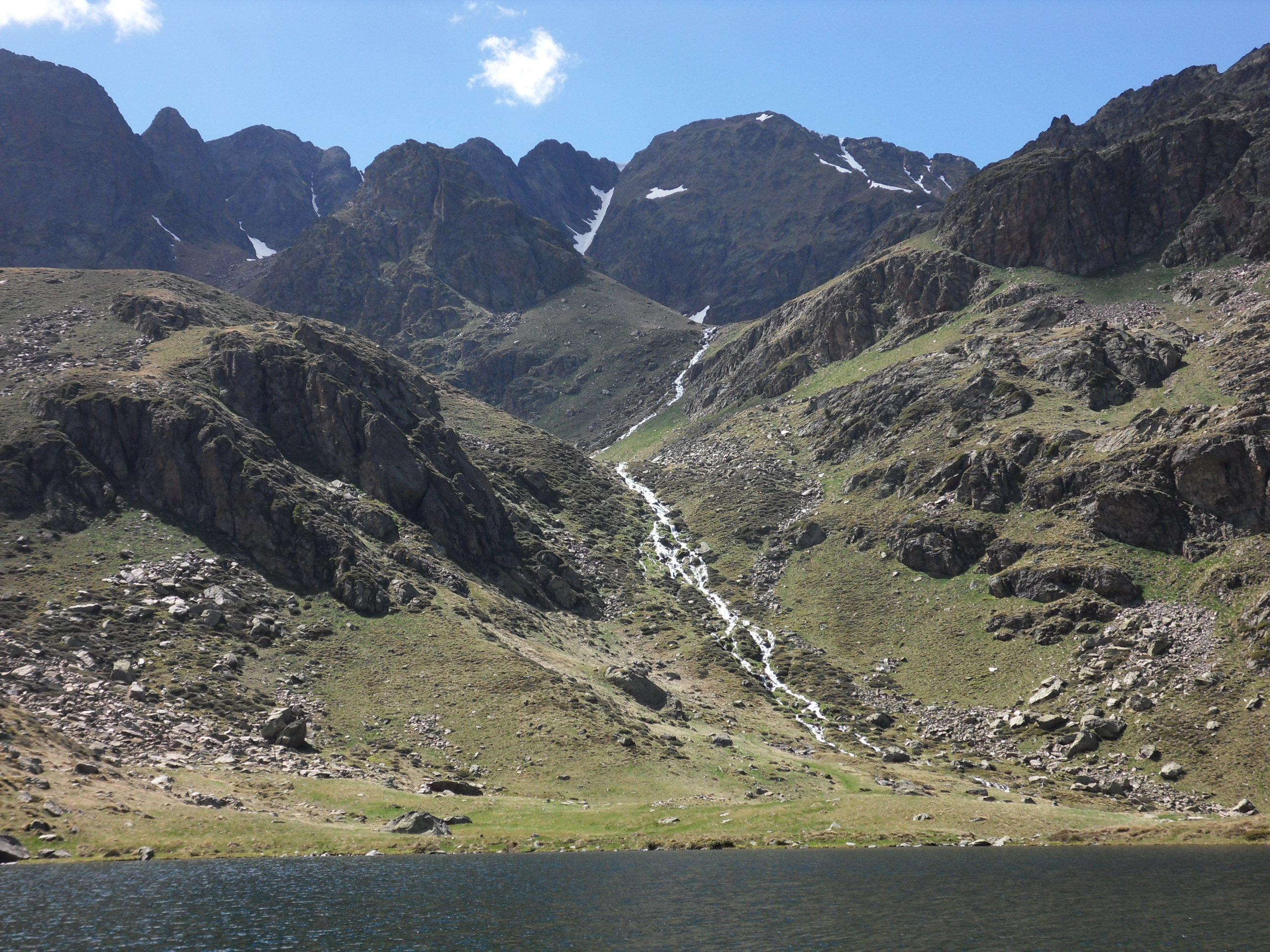
Vue de l'étang et la Pointe de Roumazet après un hiver très sec, fin mai 2011

### Hydrographie
L’étang de Roumazet envoie ses eaux dans la vallée de Soulcem vers le barrage éponyme.

## Faune
D’une superficie d’environ 1,8 hectare, des truites fario y sont observées.

## Voie d’accès et randonnées
Au terminus de la route D8 dans le fond de la haute vallée de Vicdessos, peu après le barrage de Soulcem, se situe le point de départ au lieu-dit « les orris du Carla » (1 654 m).
Il faut alors compter environ une heure et demie de marche pour atteindre le lac de Roumazet par le GRT62. Balisé, ce chemin remonte un ruisseau issu du port de Roumazet, sur une pente relativement raide, puis atteint un plateau (2 111 m) accueillant les orris de Roumazet. Le sentier se faufile ensuite en direction de l'ouest sur des pentes herbeuses toujours en suivant le ruisseau. On découvre le lac au tout dernier moment.